# Anne de Xainctonge

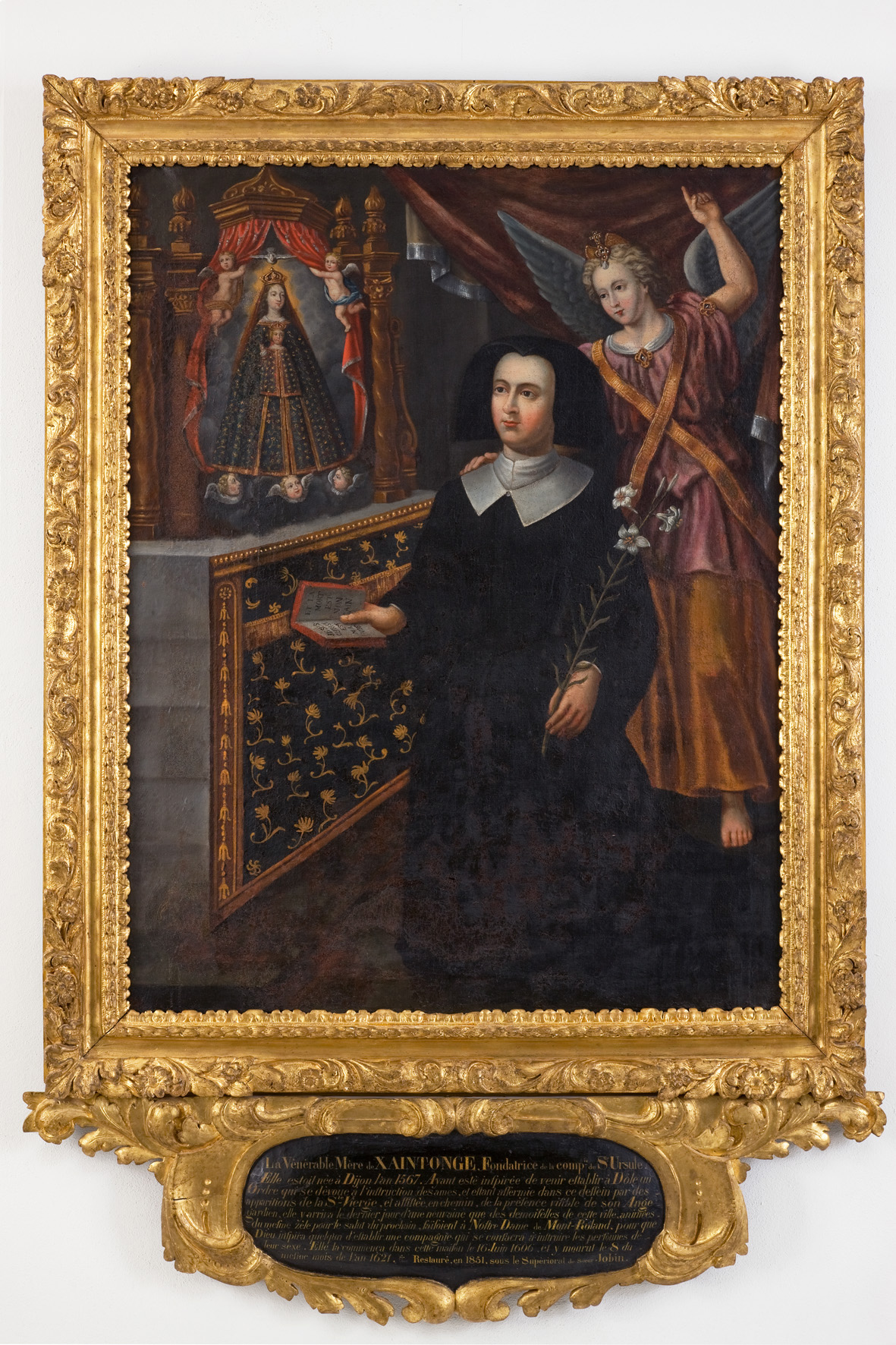
Anne de Xainctonge auf einem Gemälde des 17./18. Jahrhunderts, bis 2006 in Dole, seither in Brig

Anne de Xainctonge (* 21. November 1567 in Dijon, damals Hauptstadt des französischen Herzogtums Burgund; † 8. Juni 1621 in Dole, damals Hauptstadt der zu Spanien gehörenden Freigrafschaft Burgund) war die Gründerin einer Ordensgemeinschaft in der römisch-katholischen Kirche. Die Gemeinschaft heißt mittlerweile Gesellschaft der heiligen Ursula von Anne de Xainctonge.

## Herkunft
Anne entstammte einer angesehenen Familie. Ihr Vater, Jean de Xainctonge, war Anwalt und Mitglied des Parlaments des Herzogtums Burgund, ihre Mutter, Marguerite Colard, die Tochter eines Dijoner Ratsherrn. Anne hatte eine Stiefschwester, Nicole de Ligeras († 1594), aus der ersten Ehe ihrer Mutter, eine jüngere Schwester, Françoise (1578–1639), und einen jüngeren Bruder, Pierre, Anwalt wie sein Vater. Nicole, Anne und Françoise waren in ihren geistlichen Bestrebungen eng verbunden.

## Die katholische Reform
In der Aufbruchstimmung der Gegenreformation, zumal seit der Gründung des Jesuitenordens durch den hl. Ignatius von Loyola (1534) und dem Konzil von Trient, begeisterten sich auch Frauen für die Erneuerung der katholischen Kirche. Am Anfang stand die hl. Angela Merici, um die sich seit 1516 in Brescia Frauen sammelten, die sich Gott weihen und geistlich von der Welt abkehren, aber trotzdem in ihr leben und dort Werke der Nächstenliebe vollbringen wollten. Nicht in klösterlicher Abgeschlossenheit wollten sie wohnen, sondern bei ihren Angehörigen oder in den Häusern, in denen sie beschäftigt waren. Sie wollten den evangelischen Räten – Armut, ehelose Keuschheit und Gehorsam – folgen, aber ohne Ordensgelübde und unter Betonung der Armut vor Gott (Mt 5,3 ), der Reinheit des Geistes und des Gehorsams gegenüber dem Heiligen Geist. 1536 wurde die Regel dieser Compagnia di Santa Orsola vom Generalvikar des Bistums Brescia approbiert. 
Kritik von außen wie auch von innen führte aber schon zu Lebzeiten Angela Mericis und bei der Ausbreitung zunächst nach Mailand und dann nach Frankreich, zur Anpassung der Lebensweise an die alten Orden – mit Klausur, feierlichen Gelübden und einem Habit und der Abwendung der Ideen Angela Mericis. 
Zu den Frauen, die sich im ursprünglichen Sinne der Gründerin engagieren wollten, gehörte Anne de Xaintconge. Ihr Haus in Dijon lag direkt neben dem Jesuitenkolleg, dessen Schulbetrieb sie faszinierte. In den Worten ihrer ersten Biographie, des Récit, kurz nach ihrem Tod von ihrer Mitschwester Catherine de Saint-Mauris geschrieben: „Le désir d’ayder au salut des âmes croissoit en elle de jour à autre et de commencé une congrégation ou compagnie de filles, lesquelle, après avoir vaquer à leur propre perfection, s’emploiasse, celon la condission du sexce, ayder au salut des âmes par leur prières, bonne édification et instruction de la ieunesse de leur sexce, à l’imitation de st. Ignace, fondateur de la Compagnie de Jésus.“ „Von Tag zu Tag wuchs in ihr der Wunsch, den Seelen zu helfen und eine Kongregation oder Gesellschaft von Frauen zu gründen. Diese sollten sich zunächst um ihre eigene Heiligung bemühen, um sich – im Rahmen der Möglichkeiten von Frauen – für das Heil der Seelen zu verwenden, durch Gebet, guten Lebenswandel und Bildung der weiblichen Jugend, nach dem Vorbild des hl. Ignatius, Gründers der Gesellschaft Jesu.“ Anne strebte für Frauen an, was die Jesuiten für Männer leisteten. Sie unterrichtete zunächst Mädchen bei sich daheim. Ihr Streben richtete sich aber auf eine eigenständige Gruppe mit jesuitischer Lebensform, rechtlich und finanziell unabhängig, ohne Ordenstracht, ohne Klausur.

## La compagnie de Sainte-Ursule
Der Verwirklichung stellten sich Schwierigkeiten entgegen. Zur Skepsis der Zeit – auch ihrer jesuitischen Berater – gegenüber dem Leben von Ordensfrauen außerhalb eines geschützten Bereiches kamen politische Differenzen. Die Eltern und der Bruder waren Anhänger Heinrichs von Navarra, der 1593 zum Katholizismus konvertiert und 1594 als Heinrich IV. zum König von Frankreich gekrönt worden war. Anne und ihre Schwester Françoise dagegen standen wie die Jesuiten der Heiligen Liga nah, die gegen Heinrich agierte. Als 1594 die Jesuiten aus Frankreich ausgewiesen wurden und die Dijoner Patres nach Dole in der benachbarten spanischen Freigrafschaft umsiedelten, verließ Anne 1596 heimlich das Elternhaus und folgte ihnen. Die Jesuiten und einige Frauen in Dole mit gleichen Zielen begrüßten sie freundlich; am wichtigsten wurde Claudine de Boisset, Tochter eines Professors der Universität Dole, später erste Oberin der Gemeinschaft. Doch dauerte es bis zur Gründung noch zehn Jahre. Das lag vor allem an den Eltern, die mit allen Mitteln, auch durch Druck auf die Jesuiten, versuchten, Anne zur Rückkehr nach Dijon zu bewegen. Schließlich gaben sie nach.
Die Jesuiten halfen nicht zuletzt strategisch (aus dem Französischen einer zweiten frühen Lebensbeschreibung, 1636, von dem Jesuiten Étienne Binet): „Die Jesuiten rieten, sie solle nicht an eine vollständig neue Kongregation denken, sondern eine bereits approbierte wählen, um ihr Ziel desto sicherer zu erreichen. Sie, die guten Rat und noch mehr Gehorsam liebte, unterwarf sich dieser Meinung und entschloss sich, die Regel der Ursulinen zu übernehmen und sich der Fürbitte Unserer Lieben Frau, ihrer guten und geliebten Herrin, und sodann der heiligen Ursula und ihrer seligen Gefährtinnen anzuvertrauen. Man erbat sich daraufhin aus Avignon die Regel der dortigen Ursulinen.“ Diese Regel, die von Brescia über Mailand nach Avignon gekommen war, hatte den unschätzbaren Vorteil, durch ein Breve Papst Gregors XIII. von 1582 autorisiert zu sein. Anne und Claudine de Boisset fügten die Regel im Januar 1606 dem Gesuch an den Erzbischof von Besançon bei, ihre Gemeinschaft zuzulassen, von der sie betonten, „qu’elles ne seront pas pourtant obligées de demeurer et estre tenues en clôture perpétuelle … qu’elles montreront aux filles la manière de lire, escrire, coudre et autres instructions permises aux femmes, d’enseigner à celles de leur sexe, et ce sans prétendre aucune salaire en terre“ – „sie sollten nicht verpflichtet sein, in dauernder Klausur zu wohnen und eingeschlossen zu sein … sie würden Mädchen das Lesen, Schreiben, Nähen und andere den Frauen erlaubte Fertigkeiten lehren, und zwar ohne irgendwelchen irdischen Lohn.“ Im selben Jahr stimmten sowohl der Erzbischof als auch der Magistrat von Dole dem Gesuch zu.
Die Übernahme der Avignoner Ursulinenregel war eine Strategie, um überhaupt anfangen zu können, „un moyen de commencer: se dire Ursulines“. Angela Merici erwähnen die Doler Gründungsurkunden nicht – es war eine Gemeinschaft von „Ursulines mais non mériciennes“. Kurz vor ihrem Tod verfasste Anne mit Hilfe des Jesuitenpaters Étienne Guyon eine eigene, an den Satzungen der Jesuiten orientierte Regel, in der die Regel der Avignoner Ursulinen kaum noch eine Rolle spielte. Diese Institution de la Compagnie de s. Ursule & des Onze Milles Vierges wurde 1623 vom Erzbischof von Besançon und 1648 von Papst Innozenz X. bestätigt. Die Schwestern versprachen in Form einfacher Gelübde, von denen der Bischof lösen konnte, nicht der feierlichen Gelübde der alten Orden, Armut, ehelose Keuschheit und Gehorsam. Außerdem versprachen sie Stabilitas, bis zum Tod in der Gemeinschaft und nach ihrer Regel zu leben. Die Konstitutionen der Gemeinschaft konnten bei Bedarf geändert werden, bis auf zwei, die Anne als konstitutiv betrachtete: nicht in der Klausur zu leben und Mädchen zu unterrichten. – Klausurlosigkeit und Mädchenunterricht.
Zu Annes Lebzeiten entstanden fünf Tochtergemeinschaften in Burgund, nämlich in Vesoul, Besançon, Arbois, Saint-Hippolyte (Doubs) und Porrentruy.

## Gründungsgeschichte
Seelenverwandt war Annes Schwester Françoise. Auch sie verließ das Elternhaus, blieb aber in Dijon und gründete dort eine kleine Schule. Ihre Gruppe ging später in den Ursulinen der Angela Merici auf. Noch näher stand ihr die knapp zwanzig Jahre jüngere Maria Ward (1585–1645). Sie stammte aus einer vornehmen katholischen Familie in Yorkshire und erlebte als Kind die Verfolgung der Katholiken im England Elisabeths I. Als Flüchtling in Saint-Omer, das zu den Spanischen Niederlanden gehörte, lernte sie die Jesuiten schätzen und beschloss nach mehreren anderen Versuchen, ihre Lebensaufgabe zu finden, ein den Jesuiten ähnliches Institut für Frauen zu gründen mit dem Ziel, die Jesuiten zu unterstützen und Mädchen zu unterrichten. Hieraus ergaben sich viele Konflikte. Maria Ward wurde von 1632 bis 1637 in Rom als Häretikerin festgehalten. Erst im 20. Jahrhundert wurde sie von der Kirche rehabilitiert und als Stifterin der Congregatio Jesu („Englische Fräulein“) anerkannt.
Aus ihrer geistlichen Berufung heraus forderten Angela Merici, Anne de Xainctonge und Mary Ward in geistlicher Hinsicht die Anerkennung der Gleichwertigkeit von Frauen und Männern. Braun zufolge sei das Engagement der Schwesternkongregationen „bei aller möglichen Ambivalenz durchaus als Ausdruck der schrittweisen Emanzipation der Frau in der modernen Gesellschaft zu werten.“

## Verehrung
Die Gesellschaft der heiligen Ursula von Anne de Xainctonge hat heute (2015) Niederlassungen unter anderem in Dole und Tours in Frankreich, Brig, Freiburg im Üechtland und Sitten in der Schweiz sowie Freiburg im Breisgau in Deutschland. Sie sind seit 1965 in einer Föderation zusammengeschlossen. Bald nach Annes Tod gab es Bestrebungen, sie heiligzusprechen. 1900 wurde ein Verfahren eröffnet und 1972 wieder aufgegriffen. 1900 wurde Anne zur Ehrwürdigen Dienerin Gottes erhoben. Aus Anlass des Kanonisationsprozesses wurden die Quellen umfassend wissenschaftlich bearbeitet und publiziert.